# Lillehammer
Lillehammer là một thị xã và đơn vị hành chánh ở hạt Oppland, Na Uy, nơi đăng cai Thế vận hội mùa Đông năm 1994. Nó thuộc khu vực Gudbrandsdal. Tính đến tháng 1 năm 2010, dân số của thị trấn là 26 381 người. Trung tâm thành phố gồm nhiều nhà bằng gỗ xây dựng vào cuối thế kỷ 19, có một vị trí rất đẹp nhìn ra phía bắc của hồ Mjøsa và sông Lågen, bao quanh bởi các ngọn núi. 
Thành phố này cũng sẽ tổ chức Thế vận hội thiếu niên mùa Đông 2016.